# ツクバネソウ属
ツクバネソウ属（ツクバネソウぞく、学名：Paris、和名漢字表記：衝羽根草属）はシュロソウ科（メランチウム科: APG植物分類体系による分類）の属の一つ。従来の多くの分類体系ではユリ科に分類されていた。

## 特徴
多年草。茎は1本立ちし、基部には退化葉が少数つき、上端に4輪生または6-10輪生する大型の葉をもつ。葉には網状脈がある。花は茎の先端に1個つき、4数性。花被片は離生し、外花被片は緑色で大型または黄白色で花弁状、内花被片は小型かまたは無い。雄蕊は8-10個あり、花糸は細く、葯は線形でときに葯から長く伸長する葯隔がある。子房は上位で1室または4-10室。花柱分枝は4-10個。果実は液果になる。
アジア、ヨーロッパの温帯に26種あり、日本には3種が生育する。

## 種

### 日本の種
- ツクバネソウ Paris tetraphylla A.Gray -北海道、本州、四国、九州に分布する。
- クルマバツクバネソウ Paris verticillata M.Bieb. -北海道、本州、四国、九州のほか、中央アジア、東アジアに分布する。
- キヌガサソウ Paris japonica (Franch. et Sav.) Franch. –日本固有種[3]。本州の中部地方以北の日本海側に分布する。
  - キヌガサソウは、Kinugasa japonica (Franch. et Sav.) Tatew. et C.Sutô  -キヌガサソウ属として分類されることがある[4][5]。

### 外国の種
- Paris axialis H.Li -中国に分布
- Paris bashanensis F.T.Wang & Tang -中国に分布
- Paris caobangensis Y.H.Ji, H.Li & Z.K.Zhou -ベトナムに分布
- Paris cronquistii (Takht.) H.Li -中国に分布
- Paris daliensis H.Li & V.G.Soukup -中国に分布
- Paris delavayi Franch. -中国南部からベトナムに分布
- Paris dulongensis H.Li & Kurita -中国に分布
- Paris dunniana H.Lév. -中国から海南島に分布
- Paris fargesii Franch. -インドのアルナーチャル・プラデーシュ州から中国南部に分布
- Paris forrestii (Takht.) H.Li -チベット南東部からミャンマー北部に分布
- Paris incompleta M.Bieb. -トルコ北西部からコーカサスに分布
- Paris luquanensis H.Li -中国に分布
- Paris mairei H.Lév. -中国に分布
- Paris marmorata Stearn -ヒマラヤ中央部から中国に分布
- Paris polyandra S.F.Wang -中国に分布
- Paris polyphylla Sm. -ヒマラヤから中国に分布
- Paris quadrifolia L. –ヨーロッパからモンゴルに分布
- Paris rugosa H.Li & Kurita -中国に分布
- Paris stigmatosa S.D. Zhang -中国に分布
- Paris thibetica Franch. -ヒマラヤ東部から中国に分布
- Paris undulata H.Li & V.G.Soukup -中国に分布
- Paris vaniotii H.Lév. -中国からミャンマー北部に分布
- Paris vietnamensis (Takht.) H.Li -中国からベトナムに分布

## ギャラリー
- ツクバネソウ
- クルマバツクバネソウ
- キヌガサソウ